# Archon apollinaris
Archon apollinaris (Staudinger, 1892), è un Lepidottero della famiglia Papilionidae.

## Descrizione
La morfologia dell'adulto è molto simile a quella della specie affine Archon apollinus, tanto che le due specie sono state distinte solo di recente grazie a studi sui genitali maschili e femminili e all'analisi delle fasi di sviluppo (De Freina, 1985; Carbonell, 1991; Hesselbarth e al., 1995).
L'apertura alare è di 2-2,5 cm.

## Biologia

### Periodo di volo
Da fine marzo all'inizio di maggio, in un'unica generazione.

### Alimentazione
Le larve parassitano foglie di piante della famiglia Aristolochiaceae, così come descritto per le altre specie del genere Archon (Ackery, 1975; Koçak, 1982; Hesselbarth e al., 1995), ed in particolare:
- Aristolochia bottae
- Aristolochia maurorum
- Aristolochia oivieri
- Aristolochia paecilanthea

## Distribuzione e habitat
La specie è diffusa nella Turchia nordorientale, nell'Iraq settentrionale ed in Iran occidentale (Carbonell, 1991; Hesselbarth e al., 1995; Nazari, 2003).

## Tassonomia
Al momento non vengono riconosciute sottospecie; il taxon bostanchii (De Freina e Naderi, 2003), inizialmente descritto come sottospecie di A. apollinaris, è stato successivamente elevato al rango di specie (Archon bostanchii) in base a decisive differenze di tipo morfologico e molecolare (Carbonell e Michel, 2007; Nazari e Sperling, 2007).